# Liste von Söhnen und Töchtern der Stadt Algier
Die Liste von Persönlichkeiten der Stadt Algier enthält Personen, die in Algier geboren sind. Die Liste erhebt keinen Anspruch auf Vollständigkeit.
| Geburtsjahr | Name                                               | Sterbejahr | Beruf                                                                                         |
| ----------- | -------------------------------------------------- | ---------- | --------------------------------------------------------------------------------------------- |
| 1400        | Salomo ben Simon Zemach Duran                      | 1467       | jüdischer Gelehrter                                                                           |
| 1849        | Édouard-Henri Avril                                | 1928       | französischer Maler und Grafiker                                                              |
| 1849        | George Broca                                       | 1918       | französischer Straßenbahningenieur                                                            |
| 1855        | Jean-Baptiste Amable Chanot                        | 1920       | französischer Anwalt und Politiker                                                            |
| 1859        | Dick May (Rosalie Jeanne Weill)                    | 1925       | französische Journalistin und Autorin                                                         |
| 1865        | Lucien Lévy-Dhurmer                                | 1953       | französischer Maler und Töpfer                                                                |
| 1873        | Robert Randau                                      | 1950       | französischer Kolonialbeamter                                                                 |
| 1874        | Polaire (Émilie Marie Bouchaud)                    | 1939       | französische Tänzerin und Sängerin                                                            |
| 1888        | Raoul Fernand Jellinek-Mercedes                    | 1939       | österreichischer Schriftsteller                                                               |
| 1894        | Évariste Lévi-Provençal                            | 1956       | französischer Historiker und Orientalist                                                      |
| 1896        | André Bloc                                         | 1966       | französischer Architekt                                                                       |
| 1898        | Paul Belmondo                                      | 1982       | französischer Bildhauer                                                                       |
| 1898        | Georges Bonello                                    | 1985       | französischer Fußballspieler                                                                  |
| 1900        | Juliette Ernst                                     | 2001       | Schweizer Klassische Philologin und Herausgeberin                                             |
| 1901        | Louis Mercier                                      | 1993       | US-amerikanischer Schauspieler französisch-algerischer Abstammung                             |
| 1907        | El Hajj Muhammad El Anka                           | 1978       | Amazigh (Berber); Meister, Erfinder und Theoretiker der Chaâbi-Musik                          |
| 1907        | Victor Serventi                                    | 2000       | französischer Komponist                                                                       |
| 1910        | Julien Bertheau                                    | 1995       | französischer Schauspieler und Regisseur                                                      |
| 1910        | Philippe Marçais                                   | 1984       | französischer Politiker                                                                       |
| 1910        | Émile Zermani                                      | 1983       | französischer Fußballspieler                                                                  |
| 1911        | Pierre Barbaud                                     | 1990       | französischer Komponist                                                                       |
| 1912        | Mohamed Khider                                     | 1967       | algerischer Politiker                                                                         |
| 1917        | Pierre Salama                                      | 2009       | französischer Historiker und Archäologe                                                       |
| 1918        | Alain Savary                                       | 1988       | französischer Politiker und Bildungsminister                                                  |
| 1920        | Eddy Marnay                                        | 2003       | französischer Sänger                                                                          |
| 1921        | Jacques Gernet                                     | 2018       | französischer Sinologe                                                                        |
| 1922        | Simone Boisecq                                     | 2012       | französische Bildhauerin                                                                      |
| 1922        | Lili Boniche                                       | 2008       | algerischer Sänger                                                                            |
| 1922        | André David                                        | 2007       | französischer Komponist                                                                       |
| 1923        | Lucien Juanico                                     | 2020       | französischer Jazz- und Unterhaltungsmusiker                                                  |
| 1924        | Georges Barboteu                                   | 2006       | französischer Hornist und Komponist                                                           |
| 1924        | Marcel Moussy                                      | 1995       | französischer Autor und Filmregisseur                                                         |
| 1925        | Roger Hanin                                        | 2015       | französischer Schauspieler und Filmregisseur                                                  |
| 1927        | Martial Solal                                      | 2024       | französischer Pianist und Komponist                                                           |
| 1928        | Henri Bacry                                        | 2010       | französischer Mathematischer und Theoretischer Physiker                                       |
| 1928        | Pierre Dumay                                       | 2021       | französischer Autorennfahrer                                                                  |
| 1928        | Knud Jacobsen                                      | 2019       | dänisch-schweizerischer Maler, Grafiker, Zeichner, Holzschneider, Plastiker                   |
| 1928        | Yacef Saâdi                                        | 2021       | algerischer Widerstandskämpfer und Politiker                                                  |
| 1928        | Daniel Timsit                                      | 2002       | algerischer Politiker                                                                         |
| 1928        | Mustapha Zitouni                                   | 2014       | algerisch-französischer Fußballspieler und -trainer                                           |
| 1928/29     | Marie Cardinal                                     | 2001       | französische Schriftstellerin                                                                 |
| 1929        | René Franc                                         | 2002       | französischer Jazz-Klarinettist und Sopransaxophonist                                         |
| 1929        | Constantin de Gortchakoff                          | 2009       | französischer Architekt                                                                       |
| 1930        | Alain Grenier                                      | 2022       | französischer Diplomat                                                                        |
| 1930        | Jean-Pierre Vielfaure                              | 2015       | französischer Maler                                                                           |
| 1932        | Abderrahmane Boubekeur                             | 1999       | algerisch-französischer Fußballspieler und -trainer                                           |
| 1932        | Annie Fratellini                                   | 1997       | französische Zirkuskünstlerin, Musikerin und Filmschauspielerin                               |
| 1932        | Mustapha Larfaoui                                  |            | algerischer Sportfunktionär                                                                   |
| 1933        | Françoise Fabian (Michelle Cortès)                 |            | französische Schauspielerin                                                                   |
| 1933        | Jean-Jacques Susini                                | 2017       | französischer Politiker und Mitbegründer der OAS                                              |
| 1934        | Guy Bedos                                          | 2020       | französischer Humorist                                                                        |
| 1934        | Michel Carayol                                     | 2003       | französischer Ingenieur                                                                       |
| 1936        | Lasse Braun (Alberto Ferro)                        | 2015       | italienischer Filmregisseur                                                                   |
| 1937        | Laadi Flici                                        | 1993       | algerischer Schriftsteller                                                                    |
| 1937        | Albertine Sarrazin                                 | 1967       | französische Schriftstellerin                                                                 |
| 1938        | Elizabeth Teissier (Germaine Elizabeth Hanselmann) |            | französisch-schweizerische Astrologin                                                         |
| 1940        | Pierre Colboc                                      | 2017       | französischer Architekt                                                                       |
| 1940        | Marlène Jobert                                     |            | französische Schauspielerin                                                                   |
| 1940        | Jacques Rancière                                   |            | französischer Philosoph                                                                       |
| 1941        | Philippe Carles                                    | 2023       | französischer Jazzjournalist und Autor                                                        |
| 1941        | Jean-Michel Faure                                  |            | französischer Bischof                                                                         |
| 1941        | Louis Landi                                        | 1977       | französischer Fußballspieler                                                                  |
| 1941        | Bernard Martino                                    |            | französischer Filmregisseur                                                                   |
| 1942        | Jean Baeza                                         | 2011       | französischer Fußballspieler                                                                  |
| 1942        | Gaby Charroux                                      |            | französischer Politiker                                                                       |
| 1942        | Françoise Dürr                                     |            | französische Tennisspielerin                                                                  |
| 1943        | Jacques Attali                                     |            | französischer Wirtschaftswissenschaftler                                                      |
| 1943        | Josée Dayan                                        |            | französische Filmregisseurin                                                                  |
| 1943        | Jean-Claude Piris                                  |            | französischer Jurist und Diplomat                                                             |
| 1944        | Merzak Allouache                                   |            | algerischer Filmregisseur, Dokumentarfilmer und Drehbuchautor                                 |
| 1944        | Jean-Claude Guillebaud                             |            | französischer Schriftsteller                                                                  |
| 1944        | Marie-José Mondzain                                |            | französische Philosophin                                                                      |
| 1944        | Pierre Schapira                                    |            | französischer Politiker und Europaabgeordneter                                                |
| 1946        | Pierre Krebs                                       |            | französischer Publizist                                                                       |
| 1948        | Tony Gatlif (Michel Dahmani)                       |            | französischer Filmregisseur                                                                   |
| 1949        | Sid Ali Melouah                                    | 2007       | algerischer Comiczeichner und Karikaturist                                                    |
| 1950        | Daniel Auteuil                                     |            | französischer Schauspieler                                                                    |
| 1950        | Patrice Dominguez                                  | 2015       | französischer Tennisspieler                                                                   |
| 1950        | Jean-Michel Guenassia                              |            | französischer Schriftsteller                                                                  |
| 1950        | François Méchali                                   |            | französischer Musiker                                                                         |
| 1950        | Gérard Sebaoun                                     |            | französischer Politiker                                                                       |
| 1951        | Pierre-René Lemas                                  |            | französischer Beamter                                                                         |
| 1951        | Jean-Marc Roubaud                                  |            | französischer Politiker                                                                       |
| 1952        | Biyouna (Baya Bouzar)                              |            | algerische Schauspielerin, Tänzerin und Sängerin                                              |
| 1952        | Djamel Keddou                                      | 2011       | algerischer Fußballspieler                                                                    |
| 1952        | Martine Lignières-Cassou                           |            | französische Politikerin                                                                      |
| 1952        | Daniel Mesguich                                    |            | französischer Schauspieler                                                                    |
| 1952        | Jean Salem                                         | 2018       | französischer Philosoph                                                                       |
| 1954        | Michèle Audin                                      |            | französische Mathematikerin                                                                   |
| 1954        | Dominique Bakry                                    |            | französischer Mathematiker                                                                    |
| 1954        | Michel Benita                                      |            | französischer Jazzbassist                                                                     |
| 1955        | Michel Salesse                                     |            | französischer Fechter                                                                         |
| 1958        | Bruno Bonnell                                      |            | französischer Unternehmer und Politiker                                                       |
| 1958        | Rabah Madjer                                       |            | algerischer Fußballspieler                                                                    |
| 1958        | Hervé Mariton                                      |            | französischer Politiker                                                                       |
| 1959        | Kader Arif                                         |            | französischer Politiker und Europaabgeordneter                                                |
| 1959        | Didier Bourdon                                     |            | französischer Schauspieler                                                                    |
| 1959        | Christiane Jean                                    |            | französische Schauspielerin                                                                   |
| 1959        | Patrick Timsit                                     |            | französischer Schauspieler, Kabarettist, Drehbuchautor und Regisseur                          |
| 1960        | Béatrice Bourges                                   |            | französische Unternehmensberaterin, Publizistin und christlich-fundamentalistische Aktivistin |
| 1960        | Bessa Moussa                                       |            | algerischer Radrennfahrer und nationaler Meister im Radsport                                  |
| 1960        | Philippe Sellam                                    |            | französischer Jazzmusiker                                                                     |
| 1961        | Pierre Cosso                                       |            | französischer Schauspieler                                                                    |
| 1961        | Pierre-Henri Raphanel                              |            | französischer Autorennfahrer                                                                  |
| 1961        | Hakim Toumi                                        |            | algerischer Hammerwerfer                                                                      |
| 1962        | Jean-Louis Roumégas                                |            | französischer Politiker                                                                       |
| 1965        | Tarik Benhabiles                                   |            | französischer Tennisspieler                                                                   |
| 1966        | Aymen Benabderrahmane                              |            | algerischer Politiker                                                                         |
| 1970        | Dida Diafat                                        |            | algerischer Muay-Thai-Kämpfer                                                                 |
| 1970        | Clemens Hach                                       |            | deutscher Diplomat, Botschafter der Bundesrepublik Deutschland                                |
| 1970        | Nouria Mérah-Benida                                |            | algerische Mittelstreckenläuferin und Olympiasiegerin (2000)                                  |
| 1971        | Salim Bachi                                        |            | algerischer Schriftsteller                                                                    |
| 1972        | Samira Bellil                                      | 2004       | französische Frauenrechtsaktivistin                                                           |
| 1972        | Souad Massi                                        |            | algerische Sängerin                                                                           |
| 1973        | Fayçal Badji                                       |            | algerischer Fußballspieler                                                                    |
| 1973        | Lyes Salem                                         |            | französisch-algerischer Schauspieler und Filmregisseur                                        |
| 1974        | Salima Souakri                                     |            | algerische Judoka                                                                             |
| 1975        | Rafik Saïfi                                        |            | algerischer Fußballspieler                                                                    |
| 1977        | Djabir Saïd-Guerni                                 |            | algerischer Mittelstreckenläufer                                                              |
| 1977        | Ludovic-Mohamed Zahed                              |            | französischer Imam und Autor                                                                  |
| 1979        | Baya Rahouli                                       |            | algerische Leichtathletin                                                                     |
| 1982        | Amar Benikhlef                                     |            | algerischer Judoka                                                                            |
| 1982        | Sofia Boutella                                     |            | algerische Tänzerin                                                                           |
| 1984        | Lamine Ouahab                                      |            | algerisch-marokkanischer Tennisspieler                                                        |
| 1985        | Shahnez Boushaki                                   |            | algerische Basketballspielerin                                                                |
| 1986        | Rafik Halliche                                     |            | algerischer Fußballspieler                                                                    |
| 1988        | Islam Slimani                                      |            | algerischer Fußballspieler                                                                    |
| 1989        | Amine Linganzi                                     |            | französisch-kongolesischer Fußballspieler                                                     |
| 1990        | Brahim Bedbouda                                    |            | algerischer Fußballspieler                                                                    |
| 1992        | Lyna Khoudri                                       |            | französisch-algerische Filmschauspielerin                                                     |
| 1995        | Mohamed Hassan                                     |            | algerischer Tennisspieler                                                                     |
| 1996        | Youcef Sabri Medel                                 |            | algerischer Badmintonspieler                                                                  |
| 1997        | Yacine Hamza                                       |            | algerischer Radrennfahrer                                                                     |
| 1999        | Inès Ibbou                                         |            | algerische Tennisspielerin                                                                    |